# Acanthostylotella cornuta
Acanthostylotella cornuta är en svampdjursart som först beskrevs av Topsent 1897.  Acanthostylotella cornuta ingår i släktet Acanthostylotella och familjen Raspailiidae. Inga underarter finns listade i Catalogue of Life.